# George Temple
Pour les articles homonymes, voir Temple (homonymie).
George Frederick James Temple (né le 2 septembre 1901 à Londres; décédé le 30 janvier 1992 sur l'Île de Wight) est un mathématicien britannique.

## Biographie
Temple obtient son premier diplôme en suivant des cours du soir au Birkbeck College, à Londres, entre 1918 et 1922, et il a également travaillé comme assistant de recherche. En 1924, il part à l'Imperial College en tant que démonstrateur, où il travaille sous la direction de Sydney Chapman. Après une période passée avec Arthur Eddington à l'Université de Cambridge, il retourne à l'Imperial College en tant que lecteur en mathématiques. Il est nommé professeur de mathématiques au King's College de Londres en 1932, où il retourne après guerre avec le Royal Aircraft Establishment à Farnborough. En 1953, il est nommé Professeur Sedleian de philosophie naturelle (en) à l'Université d'Oxford, une chaire qu'il occupe jusqu'en 1968, et où il succède à Chapman. Il est également fellow honoraire du Queen's College, à Oxford.
Après la mort de son épouse en 1980, Temple, en tant que fervent chrétien, prononce des vœux monastiques dans l'ordre des Bénédictins et il entre à l'Abbaye Notre-Dame de Quarr sur l'Île de Wight, où il reste jusqu'à sa mort.

## Travaux
Temple a travaillé sur divers domaines de la physique théorique, tout d'abord sur la théorie de la relativité et la mécanique quantique, puis en aérodynamique. En analyse, il a travaillé, entre autres, sur l'intégrale de Lebesgue et les distributions. En 1981, il a publié un livre sur l'histoire des mathématiques du XXe siècle, qui lui a pris, selon ses propres termes, dix années d'études. Cette histoire des mathématiques de 1870 à 1970 est spécialement écrite pour les mathématiciens. Il ne traite que les domaines sur lesquels il a travaillé, dont la logique mathématique. À sa mort, il a laissé un manuscrit sur les fondements des mathématiques.

## Prix et distinctions
George Temple est membre de la Royal Society.
Il est lauréat de la Médaille Sylvester en 1969. Il a été président de la London Mathematical Society dans les années 1951-1953, après en avoir été le vice-président de 1933 à 1935 et de 1953 à 1954.
En 1958 il donne une conférence plénière au Congrès international des mathématiciens à Edimbourg intitulée « Linearization and Delinearization ». 

## Publications
- 100 Years of Mathematics: a personal viewpoint (1981), Springer-Verlag  (ISBN 0-387-91192-8).
- An introduction to quantum theory, 1931.
- The general principles of quantum theory, 1934.
- Rayleigh's Principle and its application to Engineering, Londres, 1933.
- An introduction to fluid mechanics, 1958.
- The structure of the Lebesgue integration theory Oxford, Clarendon Press, 1971.